# Ratscheniza-Nunatak
Der Ratscheniza-Nunatak (bulgarisch нунатак Ръченица nunatak Ratscheniza) ist ein 800 m hoher und in nord-südlicher Ausrichtung 1,8 km langer Nunatak mit Doppelgipfel im Norden der Alexander-I.-Insel westlich der Antarktischen Halbinsel. Er ragt 5,3 km südsüdwestlich des Shaw-Nunataks, 8,3 km westlich des Tegra-Nunataks, 8,05 km nordwestlich des Nebusch-Nunataks und 8,4 km ostnordöstlich des Moriseni Peak auf.
Die bulgarischen Geologen Christo Pimperew und Borislaw Kamenow besuchten ihn am 2. Februar 1988 gemeinsam mit Philip Nell und Peter Marquis vom British Antarctic Survey. Britische Wissenschaftler hatten ihn bereits 1971 kartiert. Die bulgarische Kommission für Antarktische Geographische Namen benannte ihn 2017 nach dem bulgarischen Volkstanz Ratscheniza und dem gleichnamigen Ort im Südosten Bulgariens.